# إميليا هاندلي
إميليا هاندلي (بالإنجليزية: Amelia Hundley) هي لاعبة جمباز فني أمريكية، ولدت في 21 يناير 1998 في هاملتن في الولايات المتحدة.

## وصلات خارجية
- إميليا هاندلي على موقع الاتحاد الدولي للجمباز (licence) (الإنجليزية)
- إميليا هاندلي على موقع الاتحاد الدولي للجمباز (biography) (الإنجليزية)
- إميليا هاندلي على موقع الاتحاد الأمريكي للجمباز (الإنجليزية)